# Otero de Bodas
Otero de Bodas is een gemeente in de Spaanse provincie Zamora in de regio Castilië en León met een oppervlakte van 49,94 km². Otero de Bodas telt 178 inwoners (1 januari 2016).

## Demografische ontwikkeling
Bron: INE, 1857-2011: volkstellingen
Opm.: In 1857 werd de gemeente Val de Santa María aangehecht